# Baguage
Pour l’article ayant un titre homophone, voir Bagage.

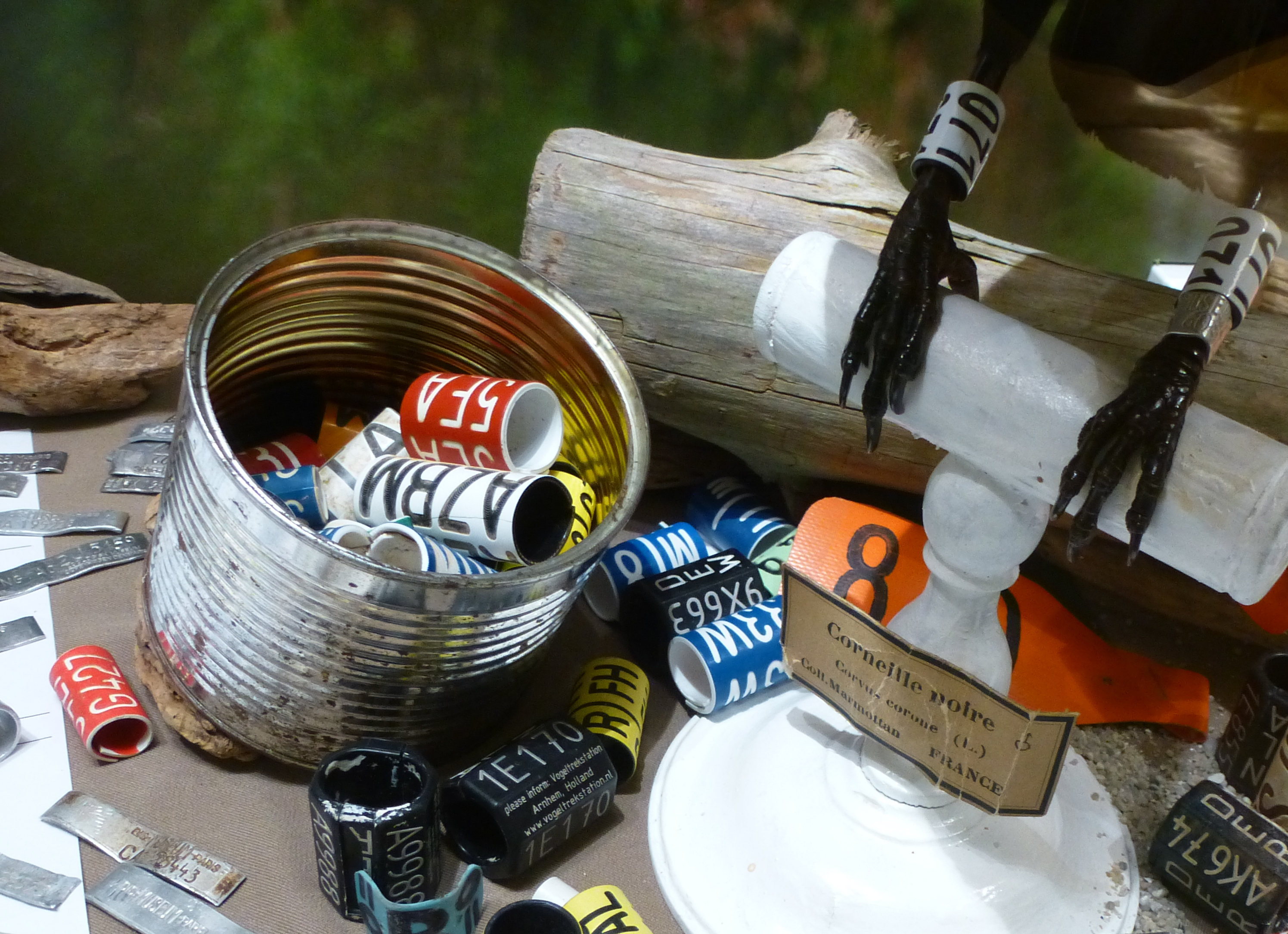
Bagues et corneille empaillée baguée.

Le baguage est une technique utilisée en ornithologie (ou parfois dans d'autres domaines de l'écologie, avec d'autres espèces animales) permettant de :
- suivre les oiseaux sauvages, ce marquage (qui est bien souvent une bague) se pratique en vue d'étudier plusieurs aspects de leur vie en milieu naturel, comme les déplacements migratoires.
- identifier les oiseaux domestiques, avec l'aide d'une bague indiquant le nom de l'éleveur et l'année de naissance de l'oiseau. Cette mesure vise notamment à empêcher le trafic d'oiseaux sauvages et à suivre les pigeons de concours.

Ces systèmes sont internationaux, car les régions parcourues par les oiseaux peuvent être très éloignées, spécialement lors de leur migration.

## Baguage des oiseaux sauvages
Chaque bague posée sur un oiseau est unique grâce à un code alphanumérique. Celui-ci est couplé avec un fichier contenant diverses informations sur cet oiseau (nom de l'espèce, sexe ou encore âge) ainsi que la date et le lieu du baguage. À ces informations, peuvent s'ajouter diverses données biométriques (masse, longueurs de l'aile et du bec, adiposité, etc.). À partir des données collectées durant le baguage d'un nouvel oiseau, ainsi que lors de la capture d'un oiseau déjà bagué, on peut déduire plusieurs choses de la vie des oiseaux comme leur comportement migratoire, leur espérance de vie, leur comportement alimentaire, etc

Étapes du baguage des oiseaux
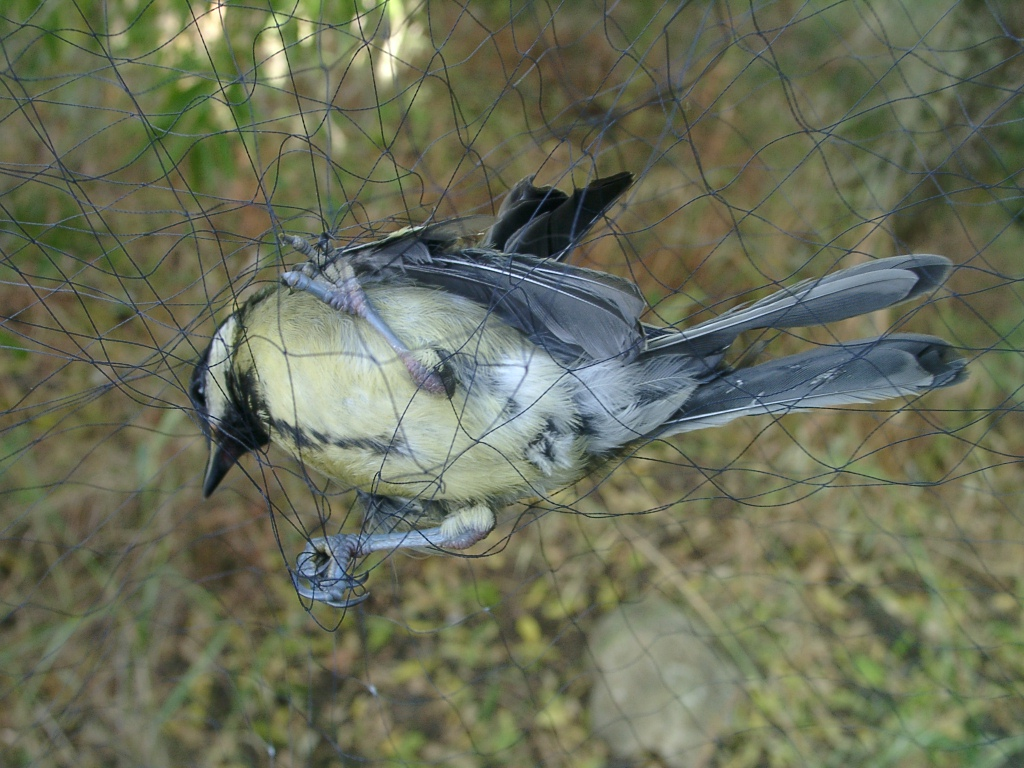
L'oiseau à baguer est capturé au filet.
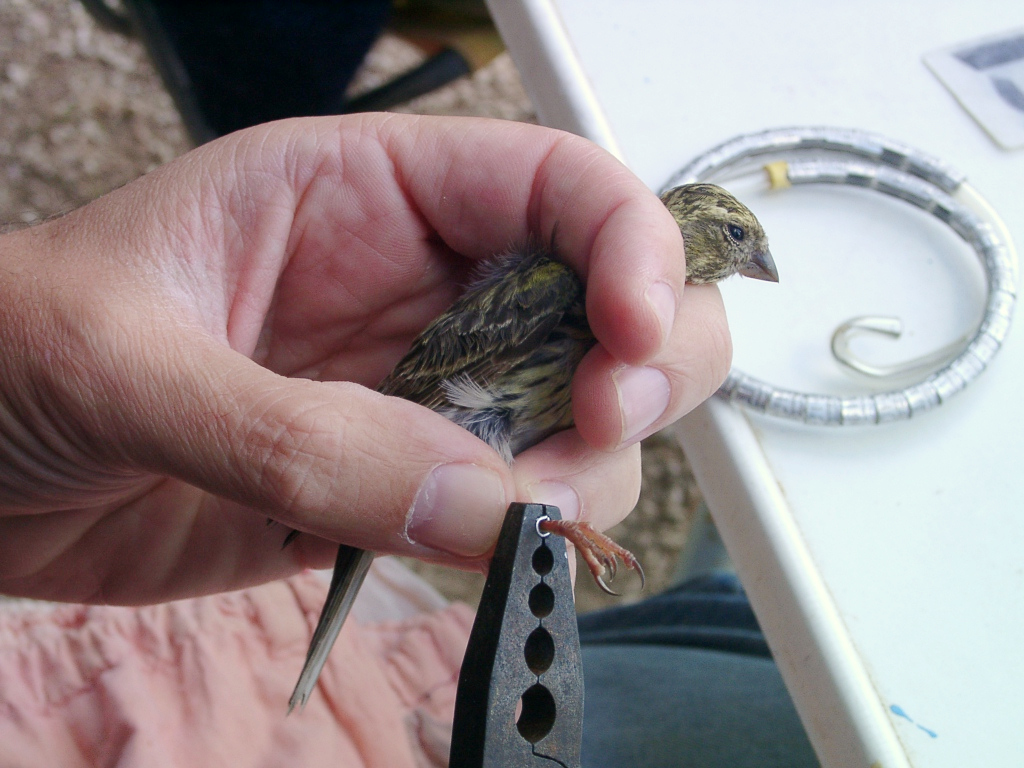
Il est ensuite bagué et ainsi identifié.
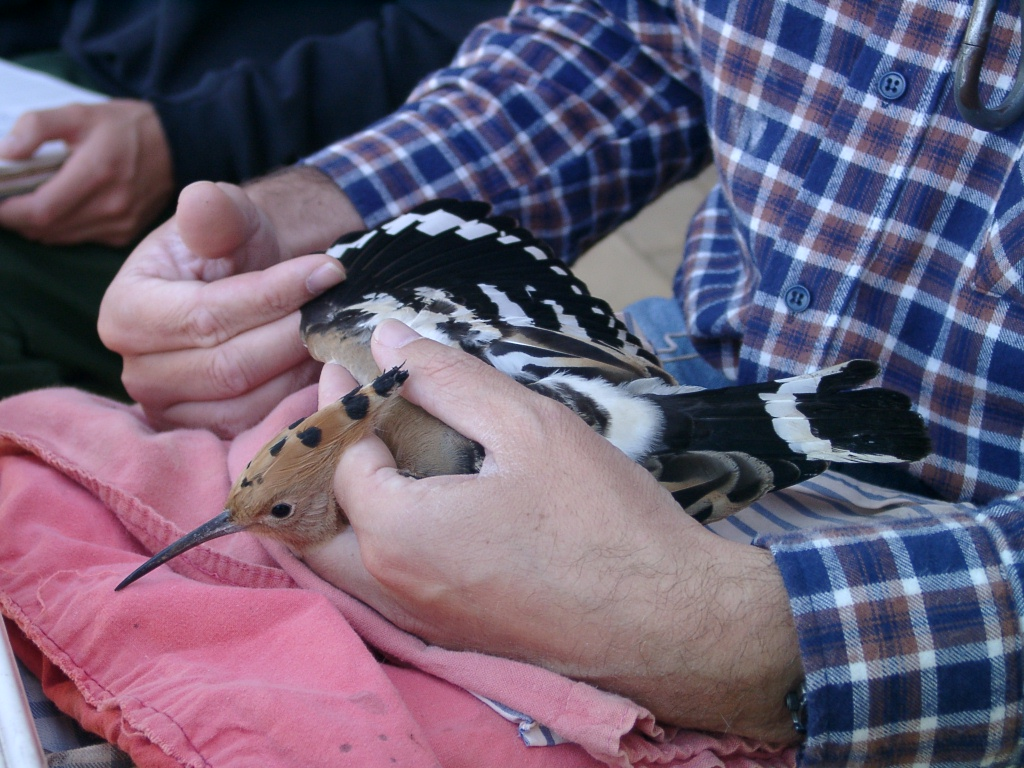
On détermine ensuite son âge, son sexe, sa condition physique, puis on réalise une série de mesures incluant des mesures de longueur (totale, aile, queue, bec, plumes primaires, etc.) et de poids.
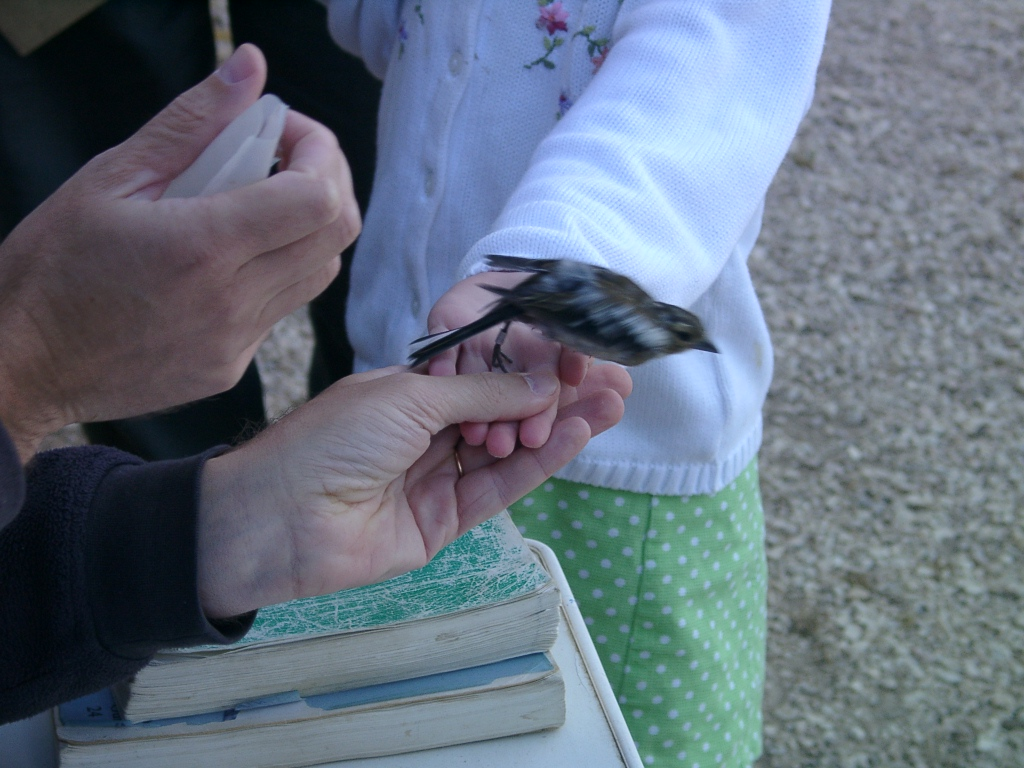
Finalement, l'oiseau est relâché et les données récoltées sont envoyées à l'organisme qui s'occupe du baguage des oiseaux au niveau national.

### Moyens
Le baguage à des fins scientifiques a tout d'abord consisté en la pose d'une bague métallique sur une des pattes de l'oiseau capturé. Ultérieurement se sont développées des techniques permettant le contrôle de l'oiseau marqué sans avoir besoin de le capturer. Celles-ci utilisent des combinaisons de couleurs, de lettres, de chiffres et de symboles sur des bagues, des colliers et plus récemment des marques nasales.
Des marques nasales sont également utilisées pour suivre les Anatidae.

### Utilité

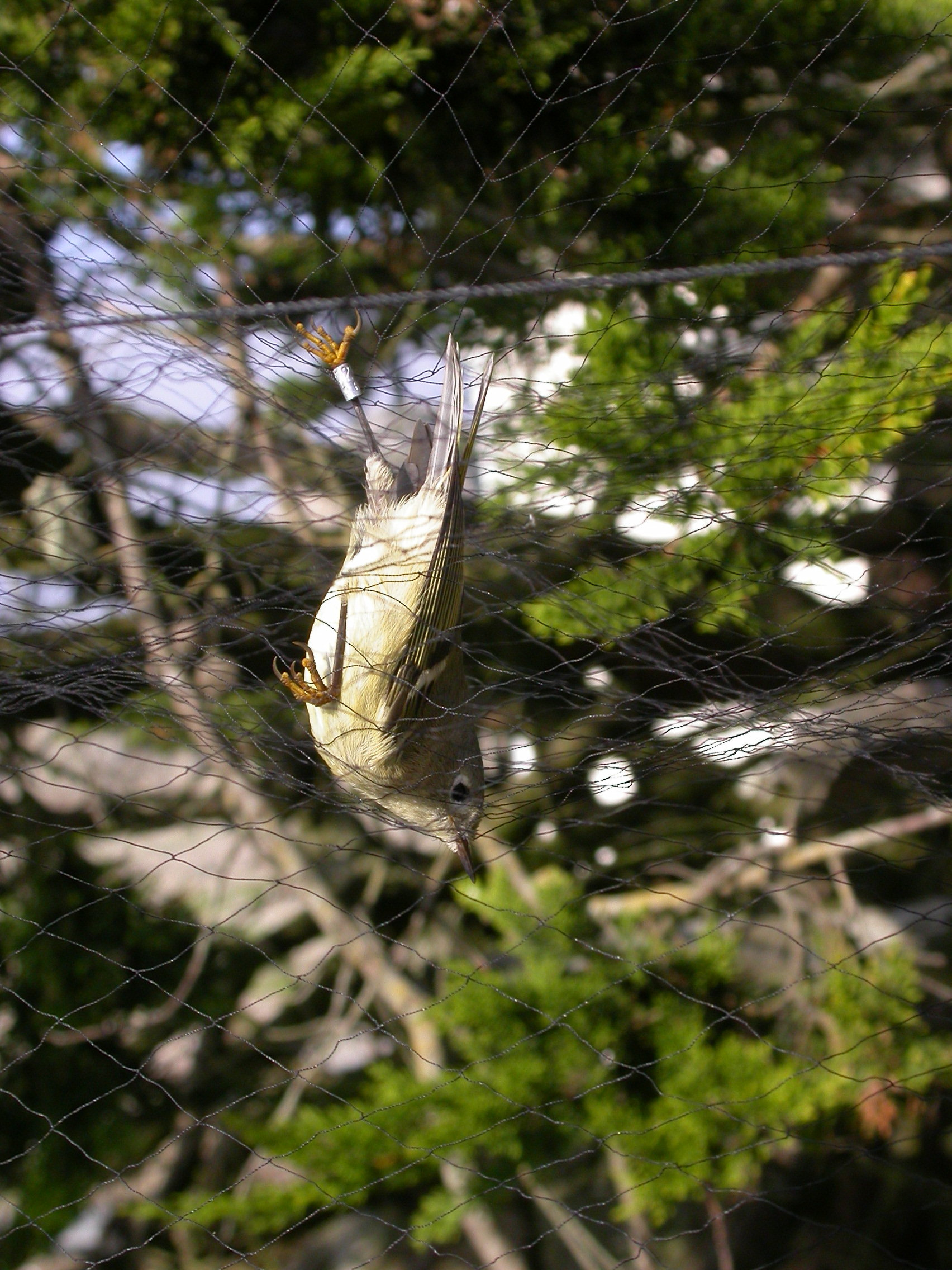
Un roitelet à couronne rubis bagué pris dans un filet

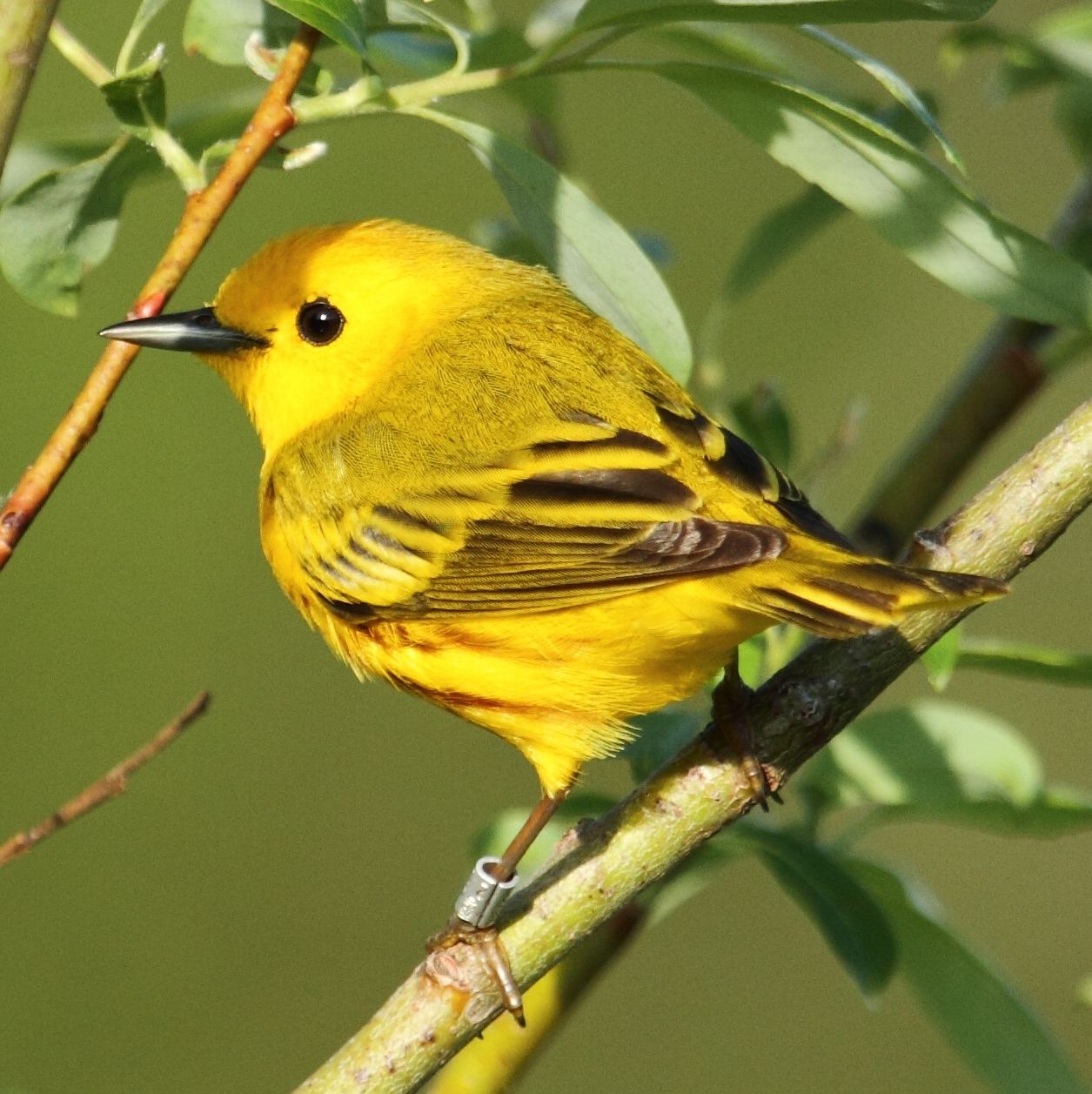
Paruline jaune baguée, Marais Léon-Provancher

Le baguage pour des coûts plus réduits que ceux du radiotracking ou du suivi satellitaire, apporte des données précieuses, sur les oiseaux vivants, mais aussi sur les causes de leur mort.
- Ainsi parmi environ 5 000 buses de Swainson trouvées mortes en 1997 et 1998 aux sites du perché (Sud de l'Argentine), neuf portaient des bagues posées dans l'ouest du Canada. Ces bagues ont permis d'expliquer pourquoi les buses nicheuses au Canada (Alberta, Saskatchewan) régressaient si rapidement[2].
- le baguage a également montré que des populations importantes de plusieurs espèces d'anatidés ou autres oiseaux susceptibles de transporter le virus H5N1 de la grippe aviaire, après avoir été éventuellement infectés par des élevages de volailles pouvaient migrer d'est en ouest, et pas seulement du nord vers le sud et inversement comme on le pensait souvent. Ces mêmes données montrent que des oiseaux venant de zones très contaminées par les retombées de la catastrophe de Tchernobyl peuvent migrer vers l'Europe de l'Ouest et non seulement vers le sud via la Méditerranée)

### Informatisation et internationalisation
Avec l'accroissement du nombre d'oiseaux bagués et la quantité de données qui en découle, il a été nécessaire d'informatiser toutes ces informations, de manière faciliter leur traitement et consultation.
Les oiseaux ne connaissant pas de frontière, pour un suivi efficace, des programmes internationaux ont été mis en place, comme c'est le cas en Europe avec European Union for Bird Ringing (Euring), qui centralise les données de tous les pays de l'Union européenne ainsi que plusieurs pays frontaliers comme l'Islande, la Turquie ou encore l'Ukraine.

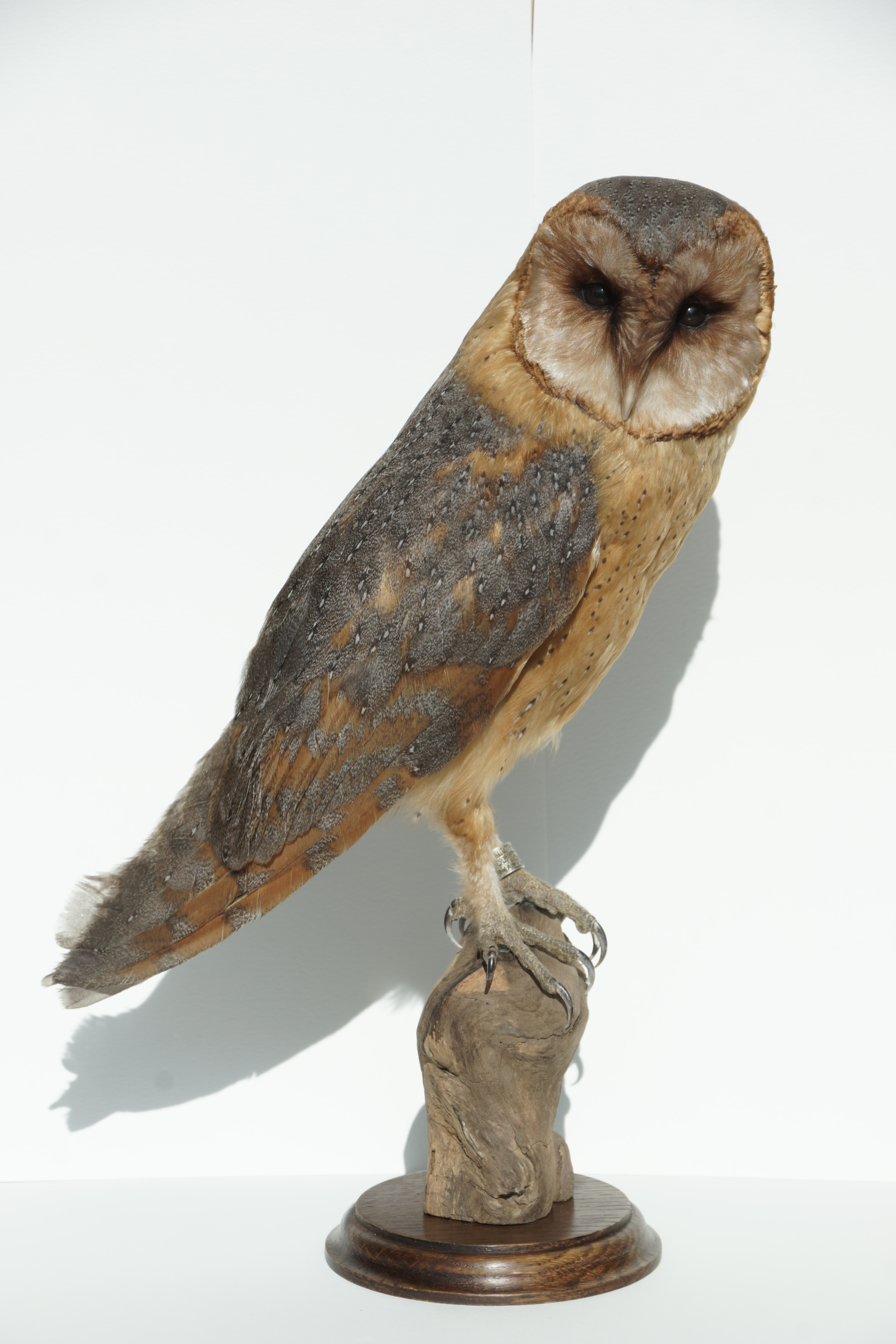
Spécimen BOUM 2021.4.1, bagué poussin à Homburg (Allemagne) et repris 184 jours plus tard à Levet (FR-18) sur l'autoroute A71, le 9 novembre 2012 (distance parcourue : 453,49 km)

Enfin, une recommandation incite les ornithologues à diriger les cadavres d'oiseaux bagués vers les muséums d'histoire naturelle où ils seront archivés en collection.

### Histoire
La première campagne de baguage a été réalisée par Hans Christian Cornelius Mortensen en 1899 où il bagua 162 oiseaux.

## Baguages des oiseaux domestiques
Généralement, cette technique se pratique avec des bagues fermées qui ne peuvent se poser que sur de jeunes oiseaux à des âges précis, variables selon les espèces.